# 温尼珀索基河

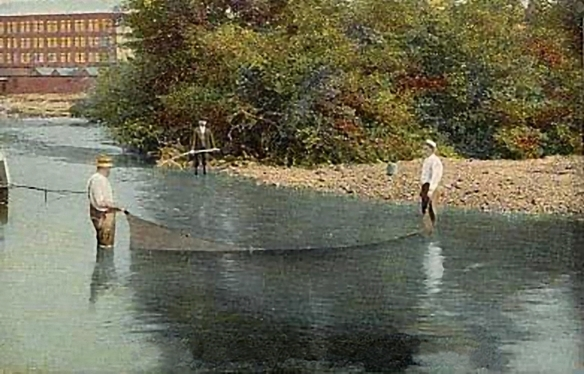
Winnipesaukee River in 1907, Franklin, New Hampshire

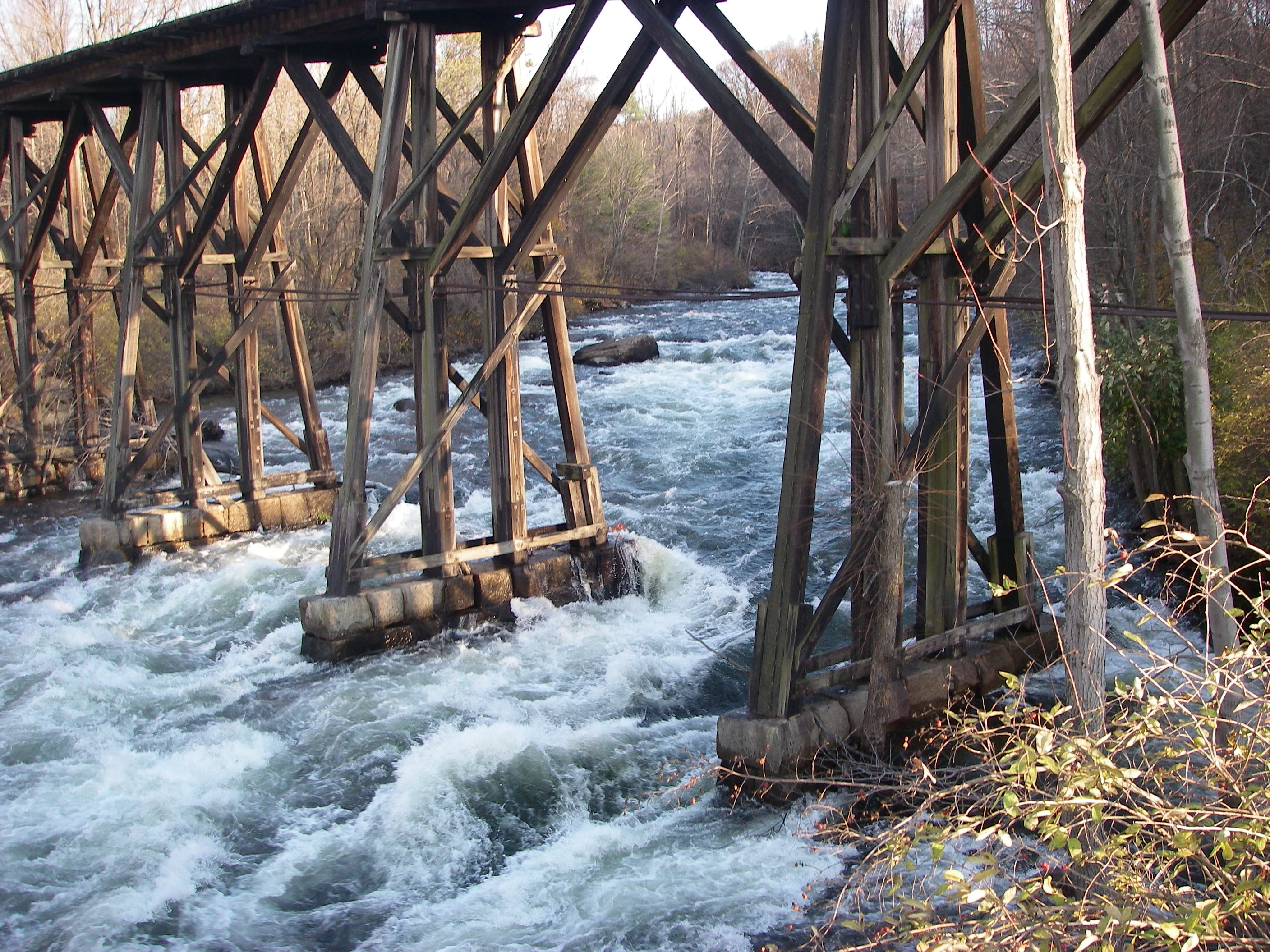
Winnipesaukee River entering Franklin

43°26′14″N 71°38′53″W / 43.43722°N 71.64806°W
温尼珀索基河（英語：Winnipesaukee River）是新罕布什尔州的一条河流，长约10.5-英里-long（16.9-），源出温尼珀索基湖，在新罕布什爾州富蘭克林与佩米奇瓦塞特河汇合形成梅里马克河。